# Daniel Delgado París
José Daniel del Pilar Delgado París (n. 1838 - † 1879) militar y político colombiano, nacido en Bogotá en 1838 y fallecido en la misma ciudad el 15 de enero de 1879.

## Inicios
Daniel era hijo del coronel caucano Joaquín María Delgado, veterano de la batalla de Ayacucho, y de la señora Dolores París. Hizo sus estudios en el Colegio Mayor de Nuestra Señora del Rosario. En 1860 ingresó como soldado raso y su destreza le permitió ascender rápidamente en la escala militar. En 1867 se encontraba en el destino de comandante del batallón Zapadores, posición que le permitió figurar en el ámbito político por el papel que tuvo que jugar esa plaza. 

## El Golpe del 23 de mayo
El presidente de Colombia, general Tomás Cipriano de Mosquera gobernaba con un Congreso integrado por opositores suyos dispuestos a bloquear todas sus iniciativas legislativas, ante lo cual procedió a amenazar y luego clausurar al órgano legislativo el 29 de abril de 1867. Con el decreto de clausura del Congreso, Mosquera declaró al país en estado de guerra y ordenó la detención de los congresistas. Esta situación motivó al doctor Carlos Martín y al general Santos Acosta a diseñar un golpe de Estado, que podía iniciarse con la organización de un ejército que se alzara contra Mosquera o provocar la sublevación al interior del propio Ejército. La viabilidad de la segunda alternativa se dio cuando el coronel Delgado París fue consultado y respaldó el contragolpe. 
El 22 de mayo en la noche asistió Martín a la habitación de Mosquera para verificar que no llegara a sus oídos algún rumor de la conspiración, que era casi de dominio popular. Procedió el coronel Delgado a preparar una partida de hombres que ingresó a las 3 de la mañana al Palacio y accedió a Mosquera para ponerlo preso en nombre de la Constitución y de las Leyes. El general Acosta
salió en acto seguido a caballo, acompañado de Martín y de Miguel Salgar, y luego de recibir el reconocimiento de los batallones, asistió a la Corte Federal para tomar posesión como presidente en su calidad de segundo designado, pues el de primer renglón estaba en el exterior.

## Comandante Militar
Consumado el golpe de Estado, Delgado fue ascendido a General y a comandante de la primera división del Ejército -equivalente al actual comando del Ejército-, cargo en el que se mantuvo en el siguiente periodo presidencial, ocupado por el general Santos Gutiérrez, y desde el cual desmanteló el intento de golpe que en contra del Gobierno encabezó el ilustre ciudadano Ignacio Gutiérrez Vergara, presidente de Cundinamarca, el 9 de agosto de 1868. El Gobierno decretó el aumento del pie de fuerza y creó una segunda división comandada por Delgado, quien teniendo como ayudante de campo al mayor Antonio María Echeverría Rosillo, presionó la renuncia de Gutiérrez Vergara, para ser sustituido por el general Rudescindo López Delgadillo y retornar la normalidad en el orden público de la Unión.
Delgado volvió a intervenir en la defensa de las institucionalidad cuando, en 1875, Rafael Núñez se acercó al Ejército para pedir su apoyo a su candidatura presidencial, pues estaba siendo promovido por los Estados del Norte con la consigna "Núñez o la guerra". El presidente Santiago Pérez Manosalva hizo público un documento en el que disponía que el Ejército no debía intervenir en la contienda presidencial, voz que desobedecieron los generales Ramón Santodomingo y Solón Wilches, situación que llevó al Presidente a retirarlos de sus cargos y designar como nuevos Secretario de Guerra y Comandante del Ejército a los generales Wenceslao Ibáñez y Daniel Delgado París. 
La guerra estalló en junio de 1875, cuando Santodomingo y Wilches organizan un ejército en el Norte que respaldaba la candidatura de Núñez. Al comando del Ejército fue llamado el general Gabriel Reyes Camacho, pasando Delgado a la jefatura de Estado Mayor. Tuvo el Gobierno que cambiar la estrategia y organizar el Ejército del Norte bajo el comando del general Sergio Camargo, quien cayó prisionero en el estado de Panamá y fue sustituido por delgado París.
El Norte seguía envalentonado contra el gobierno de la Unión, hasta el punto que el presidente del Estado Soberano del Magdalena, Joaquín Riascos, se declaró así mismo presidente de la Unión en ejercicio y nombró como comandante del Ejército al general Santodomingo. Así las cosas, Delgado París aceleró su accionar y entró en contacto con las tropas de Riascos en Tenerife, el 26 de julio de 1875, propinándoles la primera derrota en el campo de guerra y enseguida el 7 de agosto en San Juan del César, donde cayó muerto Riascos, baja que debilitó sensiblemente a los rebeldes. 
Controlada prácticamente la situación, tropas organizadas desde Panamá atacaron a las de Delgado en El Banco pero fueron derrotadas. El intento de los rebeldes preocupó a Delgado, por lo que este decidió rediseñar una ofensiva final, cuyo resultado forzó a Santodomingo a aceptar la derrota y firmar el esponsorio del buque Gloria, en el que se sometía de nuevo al Estado Soberano del Magdalena a la Unión. Las elecciones presidenciales se desarrollaron con normalidad y le concedieron el triunfo al doctor Aquileo Parra sobre Núñez.
Delgado actuó en defensa del gobierno de Parra durante la revolución de 1876, cuando las fuerzas conservadoras se sublevaron en Cauca contra el Gobierno Central al acusarlo de ateo. Parra designó al general Julián Trujillo como comandante del Ejército, el cual, con tropas improvisadas pero nutridas de fervorosos liberales, atajó a fuerzas conservadoras combinadas de Cauca y Antioquia, logrando derrotarlos el 31 de agosto en la sangrienta batalla de Los Chancos, cerca de Buga, en la que Delgado notó el arrojo del joven Benjamín Herrera, futuro dirigente liberal, al cual promovió luego de la acción al grado de capitán y lo nombró su ayudante de campo. Neutralizado el avance de las tropas, Trujillo avanzó hacia Manizales mientras que el general Marceliano Vélez de Antioquia llegó con sus hombres a Cundinamarca entusiasmado por las guerrillas conservadoras que se armaron entusiasmadas por derrocar a Parra. El presidente del Senado, Manuel Murillo Toro, propuso una salida pacífica a la revolución, a lo que logró persuadir a los congresistas, quienes la materializaron luego de haberse dado la batalla de Garrapata, en la que no hubo vencedores. Vélez se rindió en Manizales el 5 de abril de 1877.

## Presidente de Cundinamarca
Delgado renunció al mando militar para postular su nombre para presidente de Cundinamarca, cargo en el que resultó elegido y se posesionó en 1878. Tuvo que atender la convulsionada elección de diputados a la Asamblea del Departamento, en la que algunos de los candidatos propiciaron enfrentamientos entre oficiales de la Guardia Nacional y las fuerzas del Estado, situación que pudo haber sido más grave si el presidente de la Unión hubiera atendido a algunos que le pedían su apoyo para derrocar a Delgado. El general controló la situación pero no pudo terminar su periodo, fues falleció en ejercicio del mismo. Su muerte fue acogida con hondo pesar, y sus funerales llevados a cabo en medio de multitudinarios homenajes. El Concejo de Bogotá, mediante el acuerdo 23.º del 5 de julio de 1879, dispuso la construcción de un mausoleo en el Cementerio Central de Bogotá que guardara sus restos y perpetuara su memoria, monumento que aún existe y se levanta sobre el ala izquierda del callejón principal de acceso a la capilla. Su figura fue puesta como las egregias del partido liberal, y su óleo ubicado en la dirección nacional del partido, donde permaneció hasta el 9 de abril de 1948, cuando fue consumido por las llamas en la destrucción que sufrió Bogotá por el asesinato de Jorge Eliécer Gaitán.

## Familia
Daniel Delgado había contraído matrimonio en la Iglesia San Victorino de Bogotá el 11 de noviembre de 1864 con María Pérez Silvestre, hija de Lucio Pérez Cháves y María Josefa Silvestre Salgar, con quien tuvo por hijos a Daniel Delgado Pérez, Dolores Delgado Pérez, Manuela Delgado Pérez de Corrales, el coronel Pedro Pablo Delgado Pérez y María Raquel Delgado Pérez.